# Carlo Longhi
Carlo Longhi (Roma, 10 marzo 1944) è un ex arbitro di calcio italiano.

## Biografia
Debuttò in Serie A nel 1977 e terminò la carriera nel 1991, con un totale di 186 presenze nella massima serie. Vanta la direzione in numerose "classiche" del campionato, tra cui due derby d'Italia, un derby di Milano, tre Juventus-Milan e un derby della Lanterna. Nel suo palmarès sono presenti numerosi attestati e riconoscimenti importanti: vinse il Premio Mauro nel 1987, arbitrò la finale di Coppa Italia nel 1982-1983 (Juventus-Verona) e nel 1986-1987 (Atalanta-Napoli), nonché le edizioni di Supercoppa italiana del 1989 (Inter-Sampdoria) e del 1990 (Napoli-Juventus).

Longhi discute con gli juventini Buso e Platini nel 1987

Nel 1985 venne nominato arbitro internazionale per decisione dell'allora designatore Alessandro D'Agostini. In questo ambito, oltre a dirigere al campionato mondiale di calcio Under-20 1987 in Cile (gli toccò una sola gara, ad Antofagasta, Germania Ovest-Arabia Saudita 3-0), fu assiduamente utilizzato come assistente, partecipando con tale ruolo al campionato d'Europa 1988 in Germania Ovest (collaborando con l'arbitro Paolo Casarin) e al campionato del mondo 1990 in Italia.
Dopo aver appeso il fischietto al chiodo, divenne moviolista ufficiale della RAI, sostituendo Carlo Sassi e apparendo stabilmente in tutte le principali trasmissioni calcistiche dell'emittente (da 90º minuto a La Domenica Sportiva, da Domenica Sprint agli speciali su Europei e Mondiali) fino al 2006, quando venne rimpiazzato da Daniele Tombolini; comparso nelle intercettazioni con Luciano Moggi relative all'inchiesta Calciopoli, nello stesso anno la RAI sospese infatti Longhi in via cautelativa. Dal gennaio del 2007 ricomparve come moviolista nei programmi 90º minuto Serie A e 90º minuto Serie B; nel 2010 fu inoltre moviolista di Mondiale Rai Sprint e Mondiale Rai Sera.
Di professione ingegnere, fa parte della Commissione Impianti Sportivi della FIGC. In questo ruolo, nel 2008 venne indagato dalla procura di Lecce poiché, secondo l'accusa, avrebbe redatto un falso verbale allo scopo di garantire a ditte compiacenti l'appalto per il rifacimento del manto erboso dello stadio cittadino; nel 2011 venne assolto per intervenuta prescrizione. Spesso si prestò inoltre a dirigere partite di calcio a scopo di beneficenza. Talvolta è ospite come opinionista di Udinese TV.